# Terrorizer (czasopismo)
Terrorizer – brytyjski opiniotwórczy miesięcznik poświęcony muzyce ekstremalnej – metalowi, awangardzie, industrialowi. Powstał w 1993 roku, a od 1996 roku publikuje podsumowania najlepszych albumów roku według krytyków.

## Najlepsze albumy 1996-2006 według krytyków pisma Terrorizer
- 1996 Type O Negative: October Rust
- 1997 Emperor: Anthems to the Welkin at Dusk
- 1998 The Haunted: The Haunted
- 1999 Neurosis: Times of Grace
- 2000 Nile: Black Seeds of Vengeance
- 2001 Converge: Jane Doe
- 2002 Isis: Oceanic
- 2003 Akercocke: Choronzon
- 2004 Mastodon: Leviathan
- 2005 Meshuggah: Catch Thirty Three